# Chiesa della Beata Vergine Assunta (Canegrate)
La chiesa Santa Maria Assunta è un edificio religioso di Canegrate. È dedicata a Santa Maria Assunta.
La costruzione incominciò nel 1935, su progetto dell'ingegnere Arturo Maggi e fu consacrata il 15 agosto 1938.

## La Chiesa
L'edificio ha pianta rettangolare di dimensioni 60 m x 26 m. Le caratteristiche architettoniche delle pareti esterne sono la presenza di mattoni a vista, lesene e archi in rilievo.
Ha una navata centrale con soffitto a volta. Ai lati di questa ci sono due corpi sui quali sono presenti quattro cappelle (due per ciascun lato) una delle quali è usata come battistero.
L'altare è rivestito con marmo policromo sormontato da un ciborio in marmo e cristallo. 
La volta sopra il coro ed il battistero sono dipinte ad affresco, rispettivamente, con rappresentazioni della Resurrezione e del battesimo di Gesù Cristo.
Sulle pareti laterali ci sono pannelli affrescati dove sono raffigurati momenti della vita di Gesù.